# Sollana
Sollana è un comune spagnolo di 4 471 abitanti situato nella comunità autonoma Valenciana.

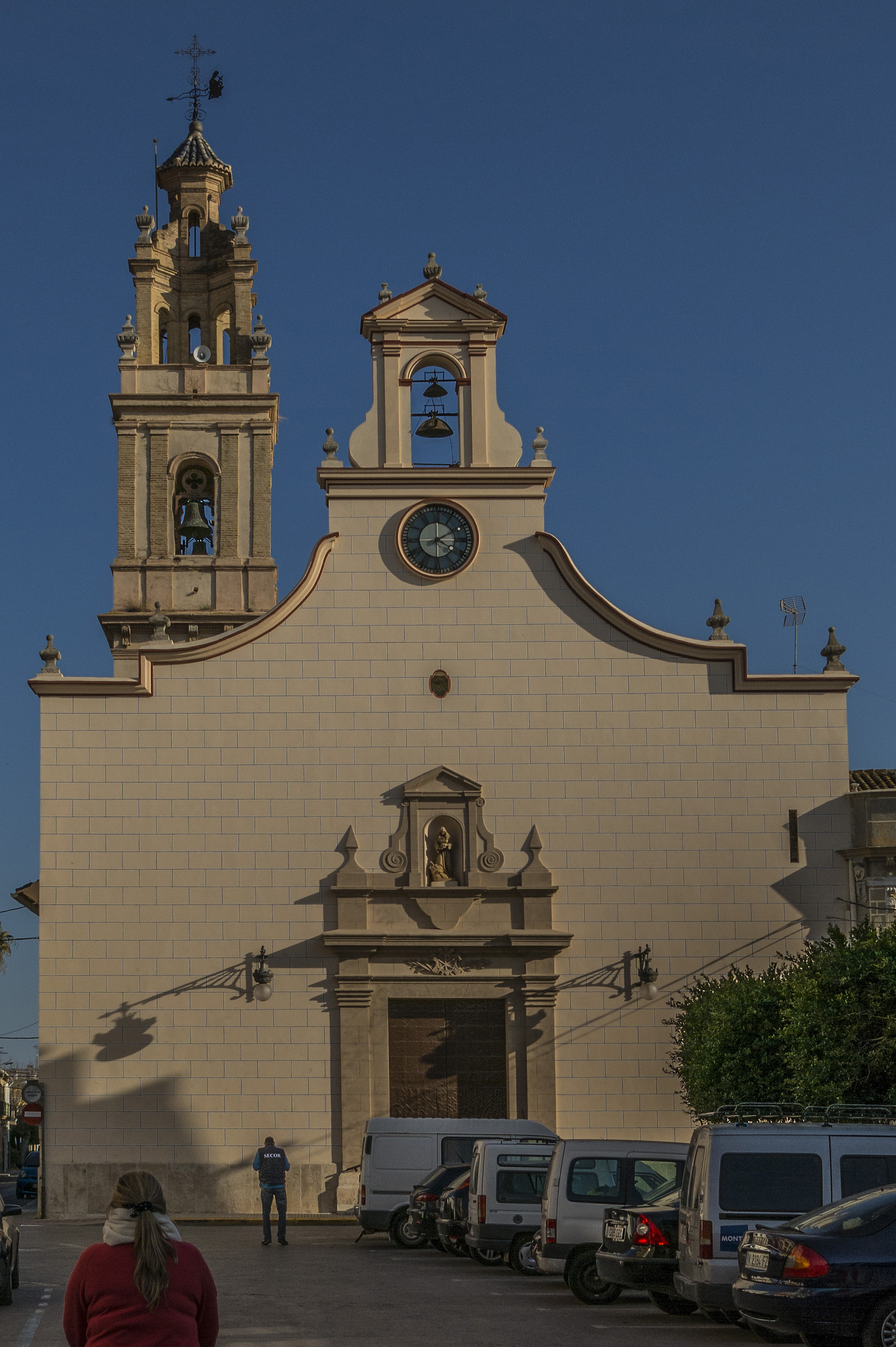
Chiesa